# (74325) 1998 UV36
(74325) 1998 UV36 – planetoida z pasa głównego asteroid okrążająca Słońce w ciągu 4,17 lat w średniej odległości 2,59 j.a. Odkryta 28 października 1998 roku.